# Dancing Star
Albums de Sylvie Vartan
Georges
(1977) Fantaisie
(1978)
Dancing Star est le 18e album studio (et une chanson) de Sylvie Vartan. Il est sorti en LP 33 tours et en K7 audio chez RCA en 1977.

## Liste des titres
LP RCA Victor PL 37021
| 1. | Les Volets blues                   |  |
| 2. | Douce misere                       |  |
| 3. | Il y a 2 jours que je suis à Paris |  |
| 4. | Sugar dady c'est moi               |  |
| 5. | Le Temps du swing                  |  |
| 6. | Georges                            |  |
| 7. | Arrete de rire                     |  |

| 1. | La Fourmi et la Cigale |  |
| 2. | Je vous aime           |  |
| 3. | Je croyais             |  |
| 4. | Dieu merci             |  |
| 5. | Quiproquos             |  |
| 6. | Souvenirs              |  |
| 7. | Dancing star           |  |